# الدوري الإسباني الدرجة الثالثة 1945–46
الدوري الإسباني الدرجة الثالثة 1945–46 (بالإسبانية: Tercera División de España 1945-46)‏ هو موسم من الدوري الإسباني الدرجة الثالثة. فاز فيه سي دي مالقا.